# Scharlakanssmultron
Scharlakanssmultron (Fragaria virginiana) är en rosväxtart i smultronsläktet. Den växer naturligt i Nordamerika.
Namnet kommer från kultivaren Little Scarlet (engelska för ’lilla Scarlet’, där namnet Scarlet betyder scharlakan), populär i Storbritannien i sylter.
På 1700-talet korsades scharlakanssmultron med jättesmultron (Fragaria chiloensis) vilket ledde till jordgubbar (Fragaria × ananassa). 

## Underarter
Arten delas in i följande underarter:
- F. v. glauca
- F. v. grayana
- F. v. platypetala
- F. v. virginiana

## Bildgalleri

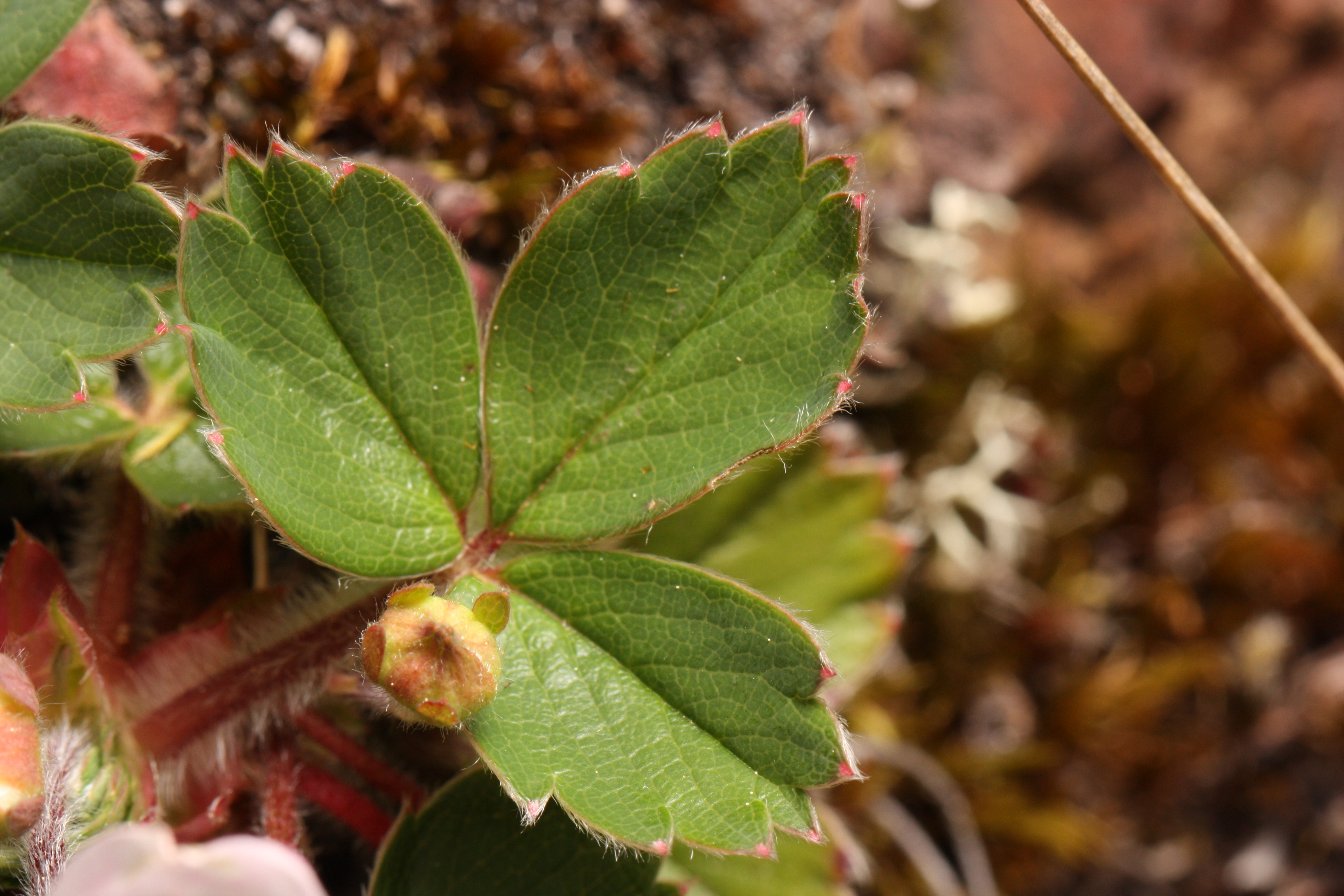
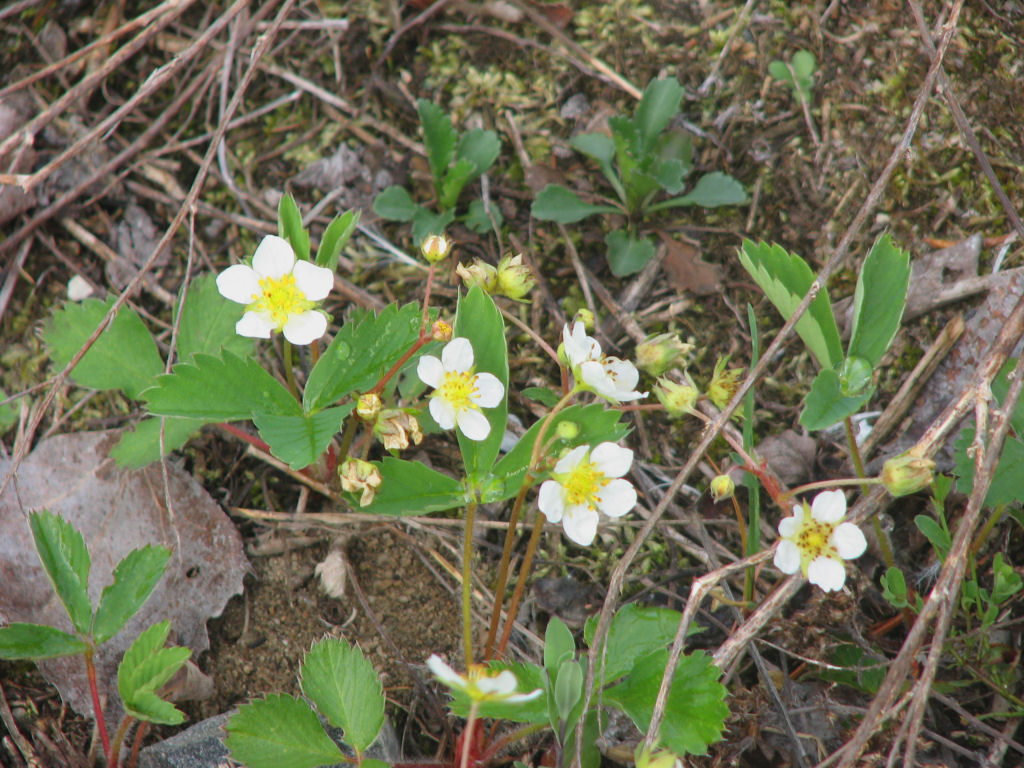
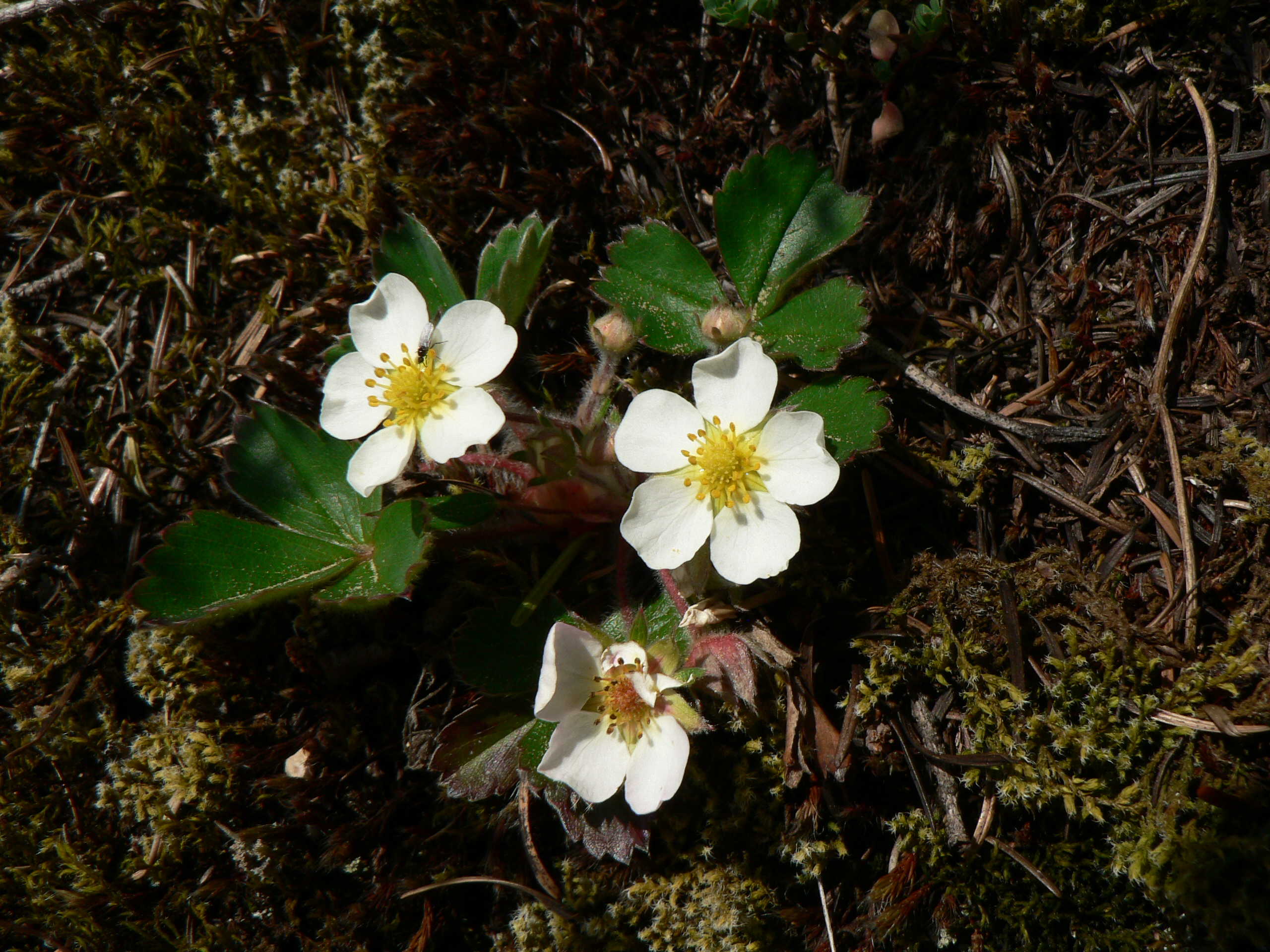
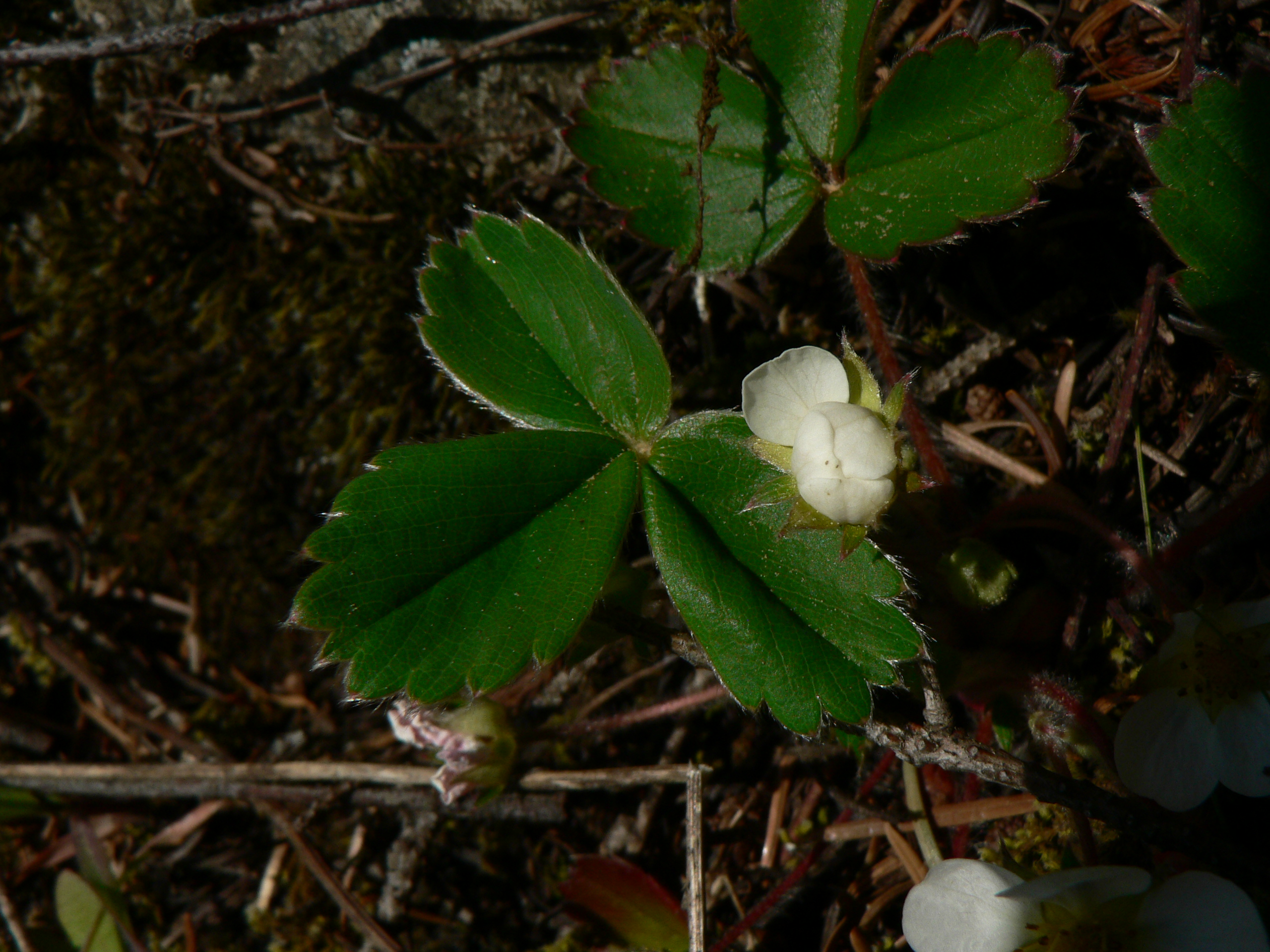
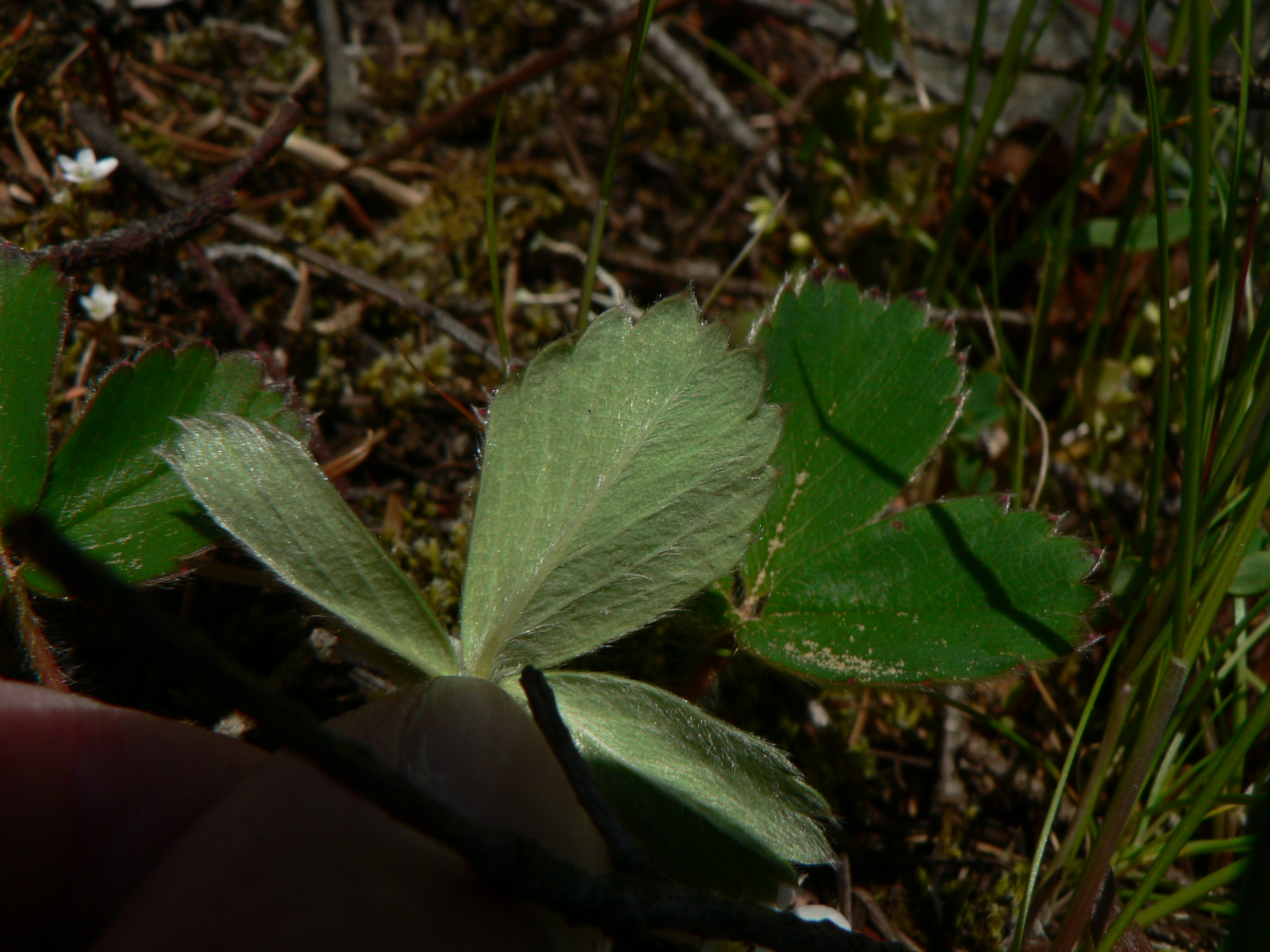
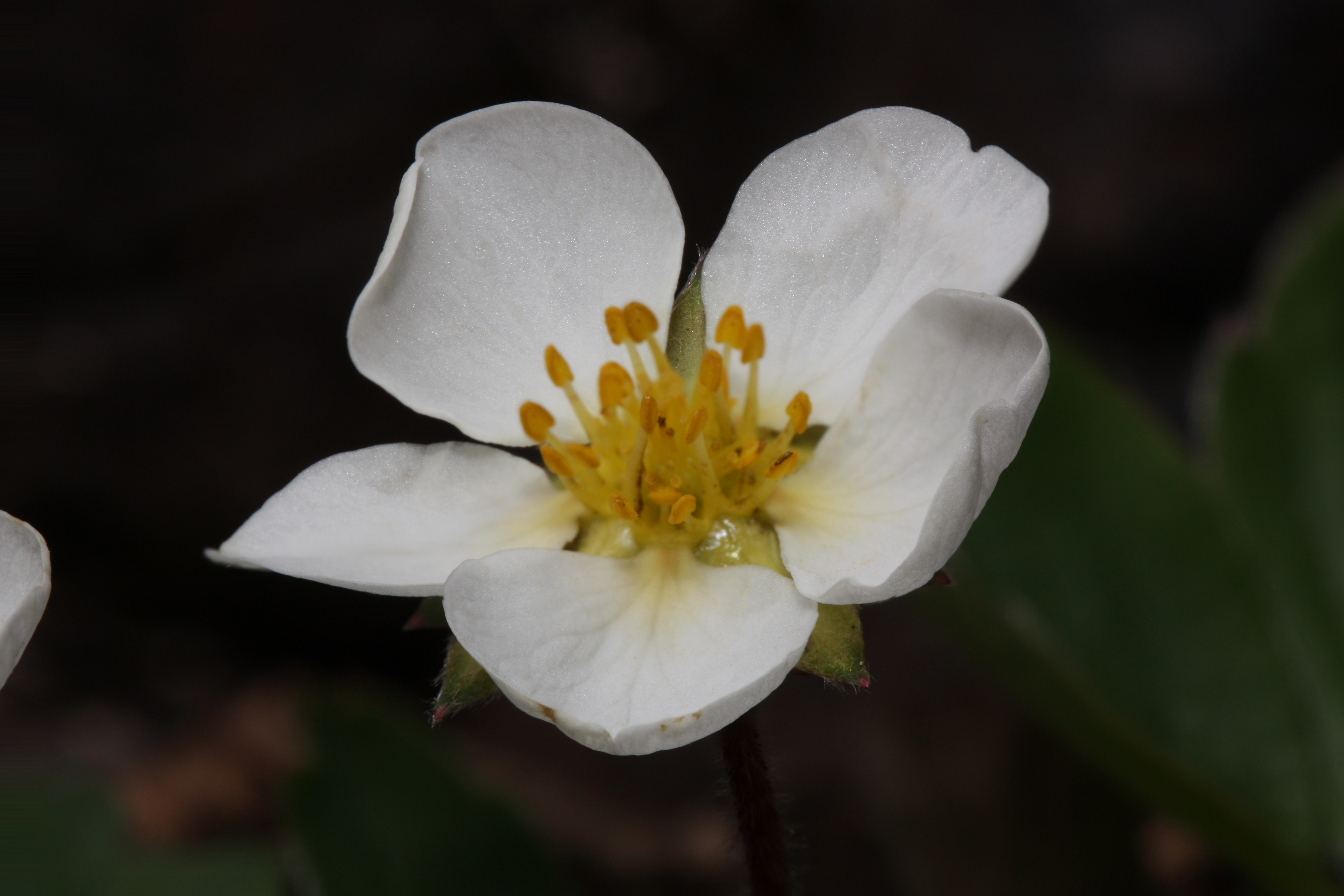